# Melanophidium bilineatum
Melanophidium bilineatum är en ormart som beskrevs av Beddome 1870. Melanophidium bilineatum ingår i släktet Melanophidium och familjen sköldsvansormar. Inga underarter finns listade i Catalogue of Life.
Arten förekommer i bergstrakter i sydvästra Indien i delstaten Kerala. Honor lägger inga ägg utan föder levande ungar.